# Ceropegia haygarthii
Ceropegia haygarthii är en oleanderväxtart som beskrevs av Rudolf Schlechter. Ceropegia haygarthii ingår i släktet Ceropegia och familjen oleanderväxter. Inga underarter finns listade i Catalogue of Life.